# Lyjny
Lijni (en georgiano: ლიხნი; en abjasio: Лыхны, romanizado: Lyjny) es un pueblo que pertenece a la parcialmente reconocida República de Abjasia, parte del distrito de Gudauta, aunque de iure pertenece al municipio de Gudauta de la República Autónoma de Abjasia de Georgia.

## Geografía
Lijni está situado a 5 km al noroeste de Gudauta. Limita con el pueblo de Duripshi en el norte, Zvandripshi y Ajalsopeli, al otro lado del río Jipsta, en el oeste; Kulanurjva por el este y la ciudad de Gudauta en el sur.
Aquí también se encuentra la plaza Lijnashta, uno de los siete altares de Abjasia y el lugar donde se celebra el festival de la cosecha cada mes de octubre

## Historia
En las fuentes georgianas medievales el pueblo también es conocido como Zupu (en georgiano: ზუფუ). La historia de Lijni tiene 1500 años y tradicionalmente ha sido el centro histórico de Bzipi. Históricamente, el pueblo ha sido la residencia de verano de los príncipes abjasios desde el siglo XVII. De 1808 a 1864 fue la residencia oficial del príncipe soberano de Abjasia y su capital.
El pueblo de Lijni sufrió mucho por el Muhayir o genocidio circasiano, el desalojo forzoso de la población abjasia al Imperio otomano en la segunda mitad del siglo XIX tras la guerra ruso-turca de 1887-1888. Dentro de la iglesia del pueblo se encuentra la tumba del príncipe de Abjasia Safar-bey (o Jorge II Shervashidze), bajo el cual Abjasia se convirtió en parte del Imperio ruso. 
Durante el período de Stalin, se asentaron en el pueblo un número importante de campesinos georgianos que vivieron aquí hasta el comienzo de la guerra entre Georgia y Abjasia fueron reasentados en la aldea de Adzhimchigra. Mientras tanto, la aldea de Bambora ha estado habitada por rusos desde finales del siglo XIX. En la actualidad, la población rusa de Bambora ha disminuido considerablemente.
El pueblo de Lijni fue el centro tradicional de la democracia militar de toda Abjasia. La plaza Lijnashta, gran plaza ubicada en el centro del pueblo, es donde los abjasios se han reunido históricamente durante siglos y han decidido sobre los temas más importantes. La primera asamblea popular a gran escala se celebró en Lijni en 1861, que luego se convirtió en un levantamiento antirruso. La última reunión antes de la guerra en Abjasia se llevó a cabo el 18 de marzo de 1989, en la que se planteó la cuestión de devolver el estatus de República Socialista Soviética a Abjasia. Esta iniciativa no fue apoyada por los órganos centrales de la URSS o Georgia. Alrededor de 30.000 abjasios se reunieron en la manifestación.

## Demografía
La evolución demográfica de Lijni entre 1886 y 2011 fue la siguiente:
| 3493                                                | 3059 | 5379 | 8948 | 5760 |
| (Fuente: Population of Abkhazia since Soviet times) |      |      |      |      |

La población ha sufrido un descenso de algo más del 30% por la guerra, manteniéndose como un pueblo con muchos habitantes. A pesar de toda esta variación de población, Lijni era y sigue siendo el pueblo más grande de Abjasia. Actualmente, y en el pasado también, la inmensa mayoría de la población son abjasios.
|              | 2011      | 2011       |
| Grupo étnico | Población | Porcentaje |
| ------------ | --------- | ---------- |
| Georgianos   | 72        | 1,3%       |
| Abjasios     | 5345      | 92,8%      |
| Rusos        | 193       | 3,4%       |
| Ucranianos   | 12        | 0,2%       |
| Armenios     | 67        | 1,2%       |
| Griegos      | 8         | 0,1%       |
| Total        | 5760      | 100%       |

## Infraestructura

### Arquitectura y monumentos
Hay varios monumentos históricos importantes en y alrededor de Lijni. De particular importancia son la Iglesia de la Virgen María de Lijni, de los siglos X y XI, y con importantes frescos de estilo bizantino del siglo XIV.  Dentro de la iglesia se encuentra la tumba del príncipe Jorge II Shervashidze. Aquí también están los restos del Palacio de Shevashidze, ruinas de un palacio de dos pisos que fue utilizado como residencia por la familia Chachba/Shevashidze, los príncipes de Abjasia. El palacio se derrumbó en 1866 cuando la expedición punitiva rusa atacó el pueblo. 
Un monumento más antiguo, la fortaleza de Abaanta (construida en el siglo VII) se encuentra en el límite del pueblo, en la orilla izquierda del río Jipsta.
En el centro de Lijni, se han erigido un monumento a las víctimas de la guerra de Abjasia (1992-1993), además de una capilla en memoria de los voluntarios cosacos de Rusia que participaron en la guerra del lado de Abjasia.

## Cultura

### Gastronomía
En el pueblo se produce un tipo de vino tinto de mesa semiespumoso que se conoce como vino lijni. Se produce con uvas isabella cultivadas en Abjasia y se elabora desde que el pueblo fue la residencia de los gobernantes abjasios y la capital del principado abjasio (siglo XIX). La bebida terminada tiene una concentración de 9-11 grados y contiene 3-5% de azúcar.

## Personas ilustres
- Néstor Lakoba (1893-1936): político y líder comunista abjasio que lideró la RASS de Abjasia durante sus primeros años, víctima de la Gran Purga de Stalin.
- Vissarion Apliaa (1947): clérigo abjasio que desde 2009 es administrador temporal de la Iglesia Ortodoxa Abjasia, considerada no canónica.
- Guennadi Gagulia (1948-2018): político abjasio que desempeñó el cargo de Primer Ministro de la autoproclamada República de Abjasia.
- Konstantin Ozgan (1939-2016): político abjasio que tuvo papeles destacados como presidente del Soviet Supremo.

## Galería

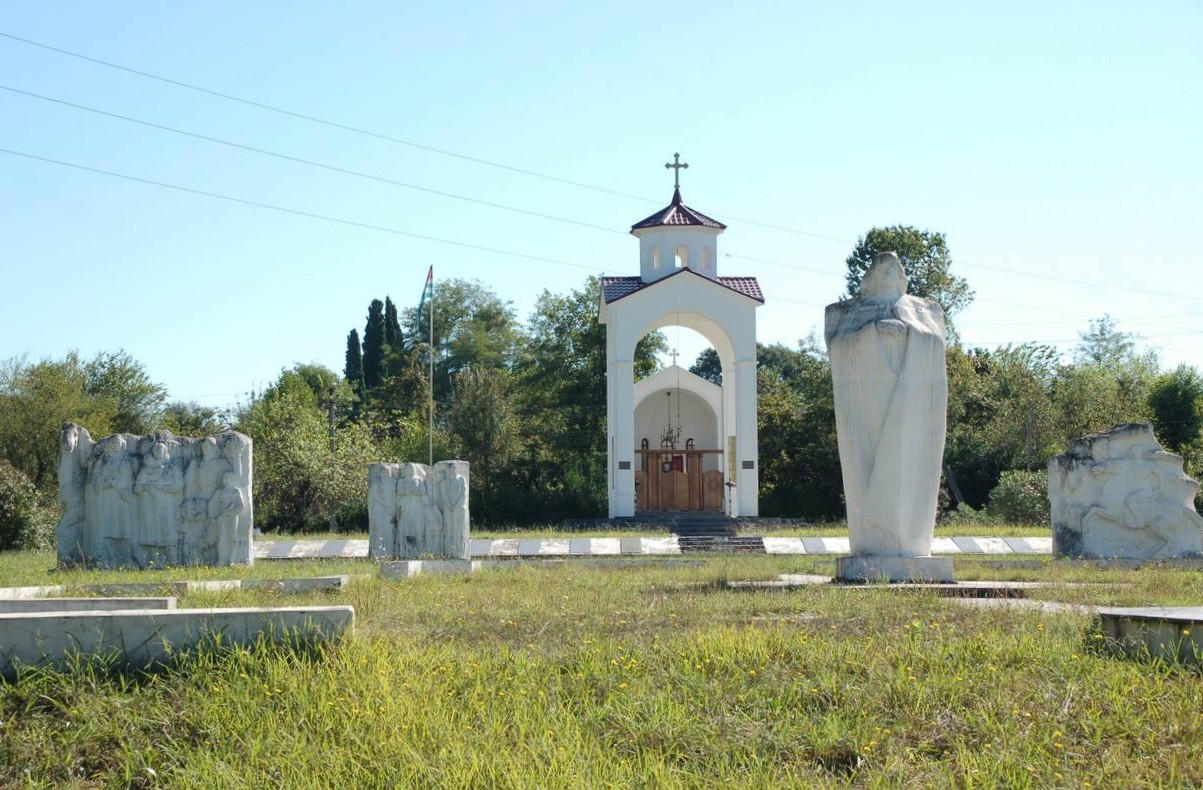
Memorial de Lijni
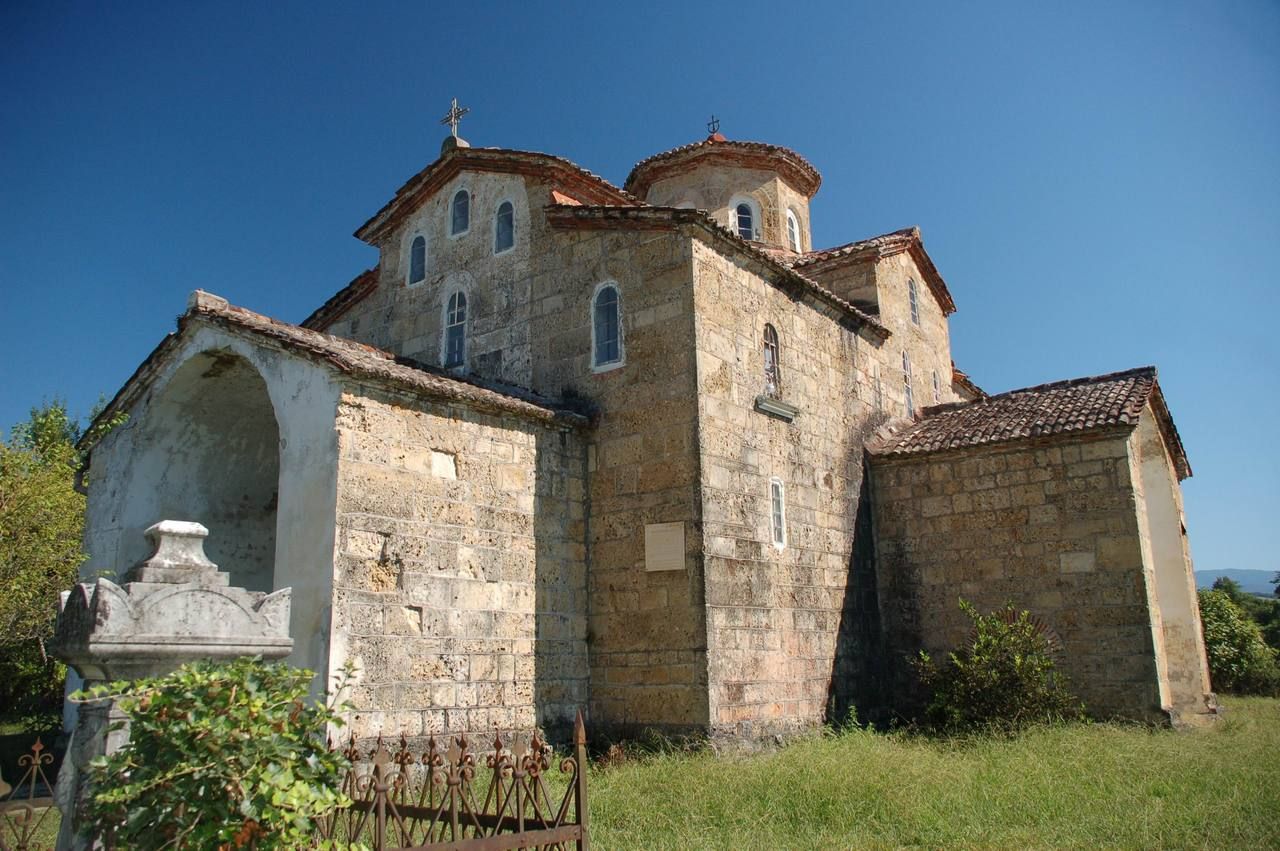
Iglesia de la Virgen María de Lijni
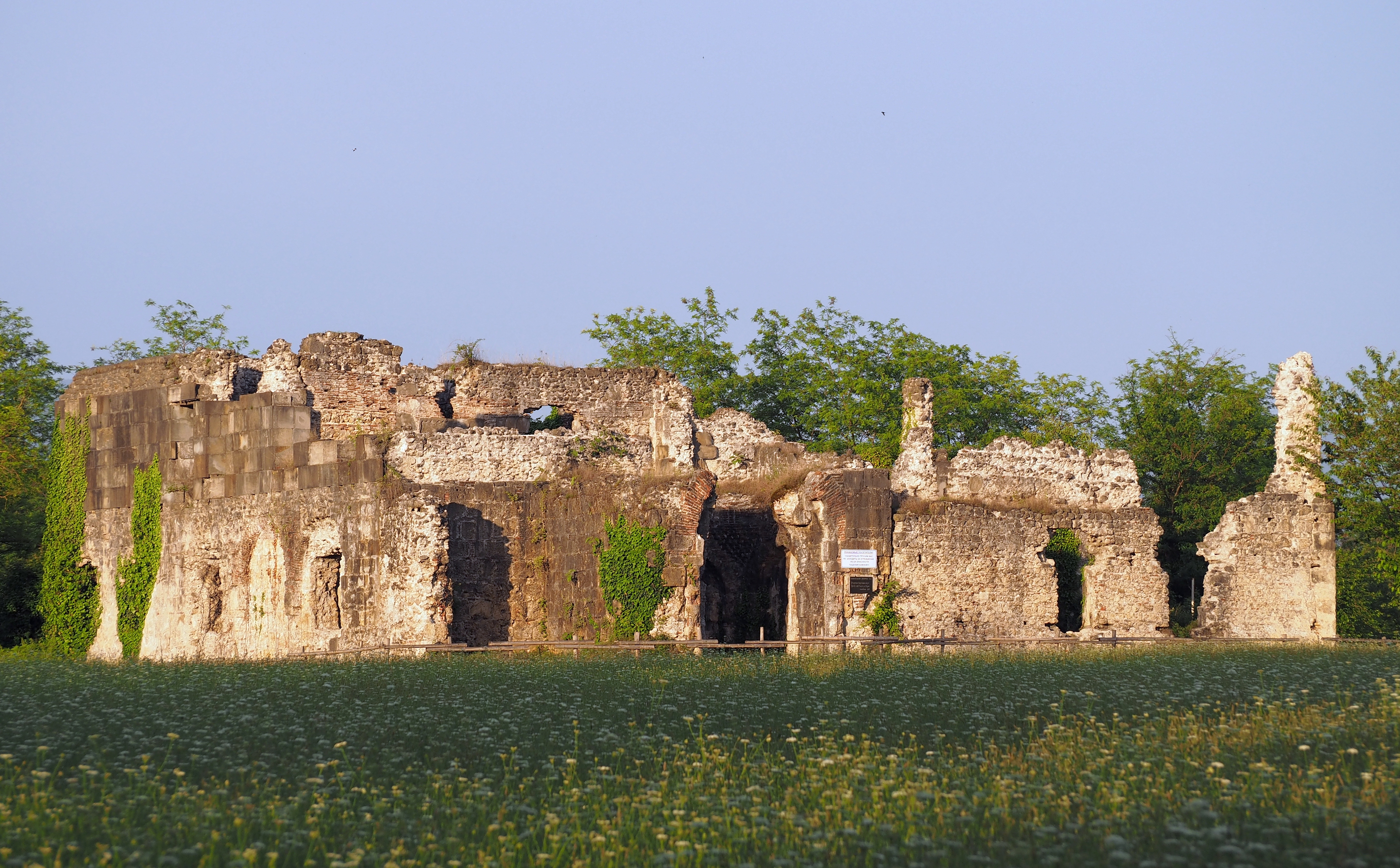
Palacio de Shervashidze